# Deltocephalinae
Sous-famille
Les Deltocephalinae sont une sous-famille de cicadelles, des insectes hémiptères suceurs de sève, de la famille des Cicadellidae. Cette sous-famille contient 800 genres et 6 500 espèces.

## Liste destribus
- Acinopterini Oman, 1943
- Athysanini Van Duzee, 1892
- Balcluthini Baker, 1915
- Cerrillini Linnavuori, 1975
- Chiasmini Distant 1908
- Chiasmusini Distant, 1908
- Cicadulini Van Duzee, 1892
- Deltocephalini Dallas, 1870
- Doraturini Ribaut, 1952
- Goniagnathini Wagner, 1951
- Hecalini Distant, 1908
- Krisnini Evans, 1947
- Luheriini Linnavuori, 1959
- Macrostelini Kirkaldy, 1906
- Opsiini  Emeljanov, 1962
- Paralimnini Distant, 1908
- Platymetopini Haupt, 1929
- Scaphoideini Oman, 1943
- Scaphytopiini Oman, 1943
- Stenometopiini Baker, 1923